# Nenad Medić
Nenad Medić (* 21. Dezember 1983 in Apatin, SFR Jugoslawien) ist ein professioneller kanadischer Pokerspieler. Er gewann 2006 das Main Event der World Poker Tour und 2008 ein Bracelet bei der World Series of Poker.

## Werdegang
Im Alter von fünf Jahren zog Medić mit seiner Familie nach Kanada und nahm dort die kanadische Staatsbürgerschaft an. Während seiner Universitätszeit spielte er Basketball und kam über Umwege zum Poker. Er entschied sich, eine Karriere als Pokerspieler statt als Basketballspieler anzustreben.
Seit 2005 war Medić 18-mal beim Main Event der World Poker Tour im Geld und erreichte dort vier Finaltische. Im November 2006 gewann er das Main Event der WPT im Foxwoods Resort Casino. Er erhielt dafür über 1,7 Millionen US-Dollar, sein bis heute größtes Preisgeld. Ein Jahr später gelang Medić bei diesem Turnier der dritte Platz, wofür er knapp 500.000 US-Dollar erhielt. Bei der World Series of Poker im Rio All-Suite Hotel and Casino am Las Vegas Strip gewann er 2008 das erste Turnier, bei dem die Variante Pot Limit Hold’em gespielt wurde. Dafür erhielt er eine Siegprämie von knapp 800.000 US-Dollar sowie ein Bracelet. Seitdem blieben größere Turniererfolge aus. Seine bis dato letzte Geldplatzierung erzielte der Kanadier im November 2019.
Insgesamt hat sich Medić mit Poker bei Live-Turnieren über 4,5 Millionen US-Dollar erspielt.